# Katedersocialism
Katedersocialism är en ursprungligen nedsättande och av den liberale tyske skriftställaren och politikern Heinrich Bernhard Oppenheim år 1871 myntad benämning på de tyska nationalekonomer, som i början av 1870-talet anslöt sig till den positivt socialpolitiska riktningen. 

## Historia
Katedersocialisterna riktade sig mot manchesterskolans "laissez-faire"-princip och krävde betydande statliga åtgärder i syfte att förbättra villkoren för arbetarklassen. Denna strävan bör ses mot bakgrund av de dåtida politiska och ekonomiska förhållandena i Tyskland under Otto von Bismarck samt sättas i relation till dels den historiska nationalekonomiska skolans seger i samma land över den klassiska skolans strängt individualistiska doktriner, dels den, särskilt genom Ferdinand Lassalles agitatoriska verksamhet, allt starkare socialdemokratiska arbetarrörelsen. 
I ett tal i en garnisonskyrka i Berlin hösten 1871 anslöt sig Adolph Wagner delvis till socialismens samhällskritik och förespråkade ett etiskt determinerat socialpolitiskt program, vars lösen vore självhjälp och statshjälp och vars förverkligande borde vara angeläget för den nationalekonomiska vetenskapens representanter. Sådana uttalanden av Wagner och andra nationalekonomer framkallade skarp kritik från särskilt Oppenheims sida, som myntade öknamnet "katedersocialister". Till denna grupp, med inbördes oenighet i många andra frågor, kan även räknas bland andra Gustav von Schmoller, Hans Delbrück, Lujo Brentano och Werner Sombart. De socialpolitiska strävandena kom att ta sig uttryck i den verksamhet som bedrevs av den 1873 grundade Verein für Socialpolitik och dess idéer genomfördes delvis, i samhällsbevarande syfte, under Bismarcks styre.
Katedersocialismen följdes av besläktade strävanden i andra länder. I Storbritannien hade ju John Stuart Mill sammanfogat sin individualistiska åskådning med sympatier viss statlig socialpolitik samt för associationistiska idéer och strävanden. En positiv socialpolitisk ståndpunkt intogs sedermera i ganska stor utsträckning av brittiska nationalekonomer, av vilka främst kan nämnas Alfred Marshall. I Frankrike, där Frédéric Bastiats lära fått ett starkt fäste, kom en utveckling av besläktat innehåll mera långsamt i gång; den har representerades särskilt av Charles Gide, Paul Cauwès och Maurice Bourguin. I Belgien fördes samma riktning fram av Émile de Laveleye; i Italien av Luigi Luzzatti. I Sverige blev samma åskådningar och strävanden först representerade av Johan Leffler och Axel Raphael, vilka utvecklade en livlig upplysningsverksamhet i deras intresse.